# 田中公男
田中 公男（たなか きみお、1936年 - 2008年）は、日本の工学者。元東海大学教授。工学博士（東京工業大学）。
ディジタル通信網およびディジタル伝送技術に関する研究で貢献。

## 経歴
- 1936年 ： 生誕[1]。父は満鉄の技術者
- 1955年 ： 大分県立別府鶴見丘高等学校 第7回 昭和30年卒業[2]。同期にソニーのトリニトロンカラーテレビ開発担当者 宮岡千里がいる。後輩にスーパーコンピューター「京」の開発者　姫野龍太郎 第25回 昭和48年卒業や　ニホニウムを発見命名した　森田浩介 第27回 昭和50年卒業がいる。
- 1959年 ： 東京工業大学理工学部電気工学科卒業。日本電信電話公社（現NTT）電気通信研究所勤務
- 1972年 ： 同研究開発本部研究専門調査役
- 1974年 ： 1974年8月1日初版発行のブリタニカ国際大百科事典14の電話の項目を執筆
- 1975年 ： 前島賞（現:前島密賞）受賞[3]。
- 1983年 ： 日本電信電話公社退職
- 1986年 ： NTT技術移転株式会社 伝送画像技術開発部 技術部長
- 1986年 - 1994年 ： 東海大学非常勤講師
- 1994年 ： NTT技術移転株式会社退職
- 1994年 - 2001年 ： 東海大学工学部通信工学科教授[4]
- 2001年 - 2005年 ： 東海大学電子情報学部コミュニケーション工学科教授[5]
- 2008年 ： 死去（72歳）。墓は目黒の正覚寺

## 主な著書
共著
- 『電子伝送回路演習』 オーム社、1965年
- 『有線伝送工学』 電気通信学会、1979年
- 『医用画像工学ハンドブック』 篠原出版(株)、1994年

単著
- 『ディジタル通信技術』 東海大学出版会、1986年
- 『大学課程 情報伝送工学』 オーム社、1997年